# Somogyi István (festő, 1897–1971)

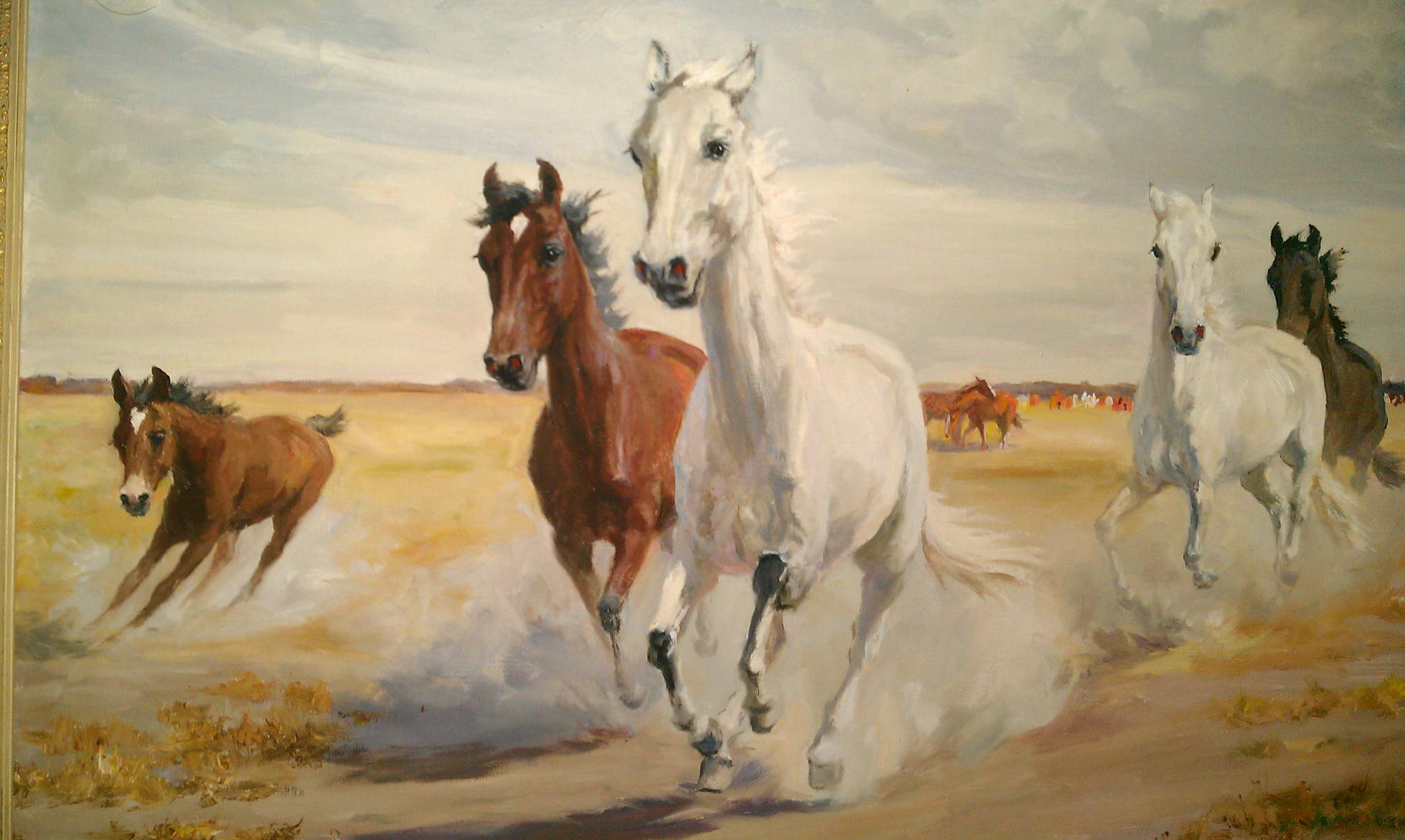
Vágtató paripák című festménye

Somogyvári Somogyi István (Ógyalla, 1897. szeptember 4. – Budapest, 1971. december 25.) magyar festőművész.

## Életpályája
Középiskolai tanulmányait Felsőlődön kezdte, majd Makóra került. A makói József Attila Gimnáziumban Hoffmann János oktatta, itt kezdett rajzolni és festeni. 1914–1916 között a magyar hadsereg hadnagya volt, 1916–1918 között a háborúban szolgált. Az első világháborúban gránát roncsolta meg jobb karját, így jobb karját sohasem tudta jól használni. Egyetemi tanulmányait a műszaki egyetemen kezdte, majd átiratkozott a Képzőművészeti Akadémiára. Az Akadémián Rudnay Gyula és Csók István növendéke lett; 1924-ben diplomázott. 1925-ben a makói művésztelep szervezésekor ő közvetített Rudnay Gyula és Espersit János között. 1926-ban a Budapesten telepedett le. 1927-től volt kiállító művész. 1936-ban Németországba költözött, és Berlinben élt. A II. világháborús bombázások idején Schleswig-Holsteinbe menekült, végül Bödigheimben telepedett le. 1965-1966 között Buchen Frankenlandhalle-ben mintegy 30 m²-es falmozaikot készített.

## Művei
- Férfi arckép
- Önarckép
- Puszta
- Vágtató paripák
- Kossuth Péter arcképe
- Vasárnap délelőtt
- Csincsilla telivér képe
- Kazári menyecske
- Horthy Miklós bevonulása Bp.-re
- Horthy Miklós lovasportréja plain air-ben

## Fordítás
- Ez a szócikk részben vagy egészben  az   István von Somogyi című német Wikipédia-szócikk ezen változatának fordításán alapul.  Az eredeti cikk szerkesztőit annak laptörténete sorolja fel. Ez a jelzés csupán a megfogalmazás eredetét és a szerzői jogokat jelzi, nem szolgál a cikkben szereplő információk forrásmegjelöléseként.